# هویگان
هویگان یک روستا در ایران است که در دهستان براکوه شهرستان خوسف واقع شده‌است. هویگان ۲۲ نفر جمعیت دارد.